# Свалка истории
Сва́лка исто́рии (отправить на свалку истории) — фигура речи, обозначающая место, куда перемещаются люди, события, идеологии и т. п., будучи преданы забвению в истории.
Франческо Петрарка, посетив современный ему Рим, назвал его «мусорной кучей истории».
Одним из первых в современной истории употребил это выражение Лев Троцкий в обращении к меньшевикам, покинувшим Второй Съезд Советов 25 октября (7 ноября) 1917 года:

«Народ пошёл за нами, мы одержали победу, а теперь нам говорят: откажитесь от вашей победы, сделайте уступку, примите компромисс. С кем, я вас спрашиваю? С колеблющимися группами, которые нас оставили, а теперь делают нам предложения? Мы им говорим: вы — ничтожества и потерпели крах. Ваша роль окончена, идите же туда, куда вам предназначено: на свалку истории».
Другим широко известным примером употребления этой фигуры речи стала речь Рональда Рейгана в британской Палате Общин 8 июня 1982 года, в которой он назвал Советский Союз «Империей зла».

… свобода и демократия оставят марксизм и ленинизм на свалке истории.Оригинальный текст (англ.)… freedom and democracy will leave Marxism and Leninism on the ash heap of history.
Одним из последних примеров употребления является заявление, которое сделал Муаммар Каддафи в марте 2011 года во время гражданской войны в Ливии в адрес стран НАТО, начавших бомбардировки Ливии:

Это агрессия проводится толпой фашистов, которая закончит свои дни на свалке истории.